# Coupi le Renard
Coupi le Renard est un géant d'Ath, en Belgique. Créé en 1985 au Faubourg de Bruxelles (appelé également "Quartier de Lorette", en référence à la chapelle Notre-Dame-de-Lorette implantée dans le faubourg), l'un des 3 faubourgs entourant la ville d'Ath, il représente un renard géant habillé d'une robe de moine. Il s'agit du personnage principal de l'histoire "Coupi Du Bos Du R'nard" en dialecte Athois, écrite et imaginée par le créateur du géant René Sansen.

## Historique
C'est en 1984 que le comité des "Amis de Lorette" décide de construire un géant pour animer les festivités du mois de juin. Pour cela, il fait appel à René Sansen, sculpteur et ébéniste Athois (décédé en 1997) bien connu des milieux folkloriques. C'est lui qui avait auparavant recréé l'imposant Cheval Bayard (près de 700 kg) qui défile toujours à la ducasse d'Ath, ainsi que de nombreux géants dans le Hainaut occidental.
René Sansen crée donc une légende sur le "Bois du Renard", lieu-dit du faubourg de Bruxelles (le quartier de Lorette). Il faut plus de 6 mois pour créer le géant, fabriqué à la façon des géants traditionnels de la ducasse d'Ath. Le géant mesure environ 4,10 mètres et pèse plus de 120 kg. Il est porté par une seule personne (à la fois) grâce à un système de sangles en cuir tout à fait typique des géants de la région, et effectue toutes sortes de danses, entraîné par une fanfare. Il est inauguré et baptisé en la chapelle Notre-Dame-de-Lorette le 25 mai 1985. Sa première prestation sera effectuée lors de la troisième ducasse de Lorette cette même année.

## La Légende
Savez-vous pourquoi l'on dit "Le Bois du Renard" ? C'est toute une histoire. C'est le moment de la raconter car il paraît que les gens de Lorette veulent faire revivre le Renard pour leur kermesse.
Ne cherchez pas ailleurs, Coupi, c'est le nom du renard du bois en question. Dans le temps, les grands-pères de Lorette racontaient cette histoire. Après, elle s'est perdue, mais j'en sais assez pour vous la raconter.
Il y a bien longtemps, du temps où un seigneur vivait à Ath, notre ville était toute entourée de forêts.
En regardant de la guérite, tout en haut de la tour Burbant, on ne voyait que du vert ; que ce soit du côté de Mainvault, de Flobecq, d'Irchonwelz, de Bouvignies ou de Meslin.
Justement, de ce côté là, il y avait un grand bois ou le seigneur d'Ath allait à la chasse presque chaque semaine. Mais jamais, au grand jamais, il n'avait su attraper ne fût-ce que le plus petit oiseau… Quelque chose n'était pas clair ! …
Ce que le seigneur ne savait pas, c'est le stratagème qu'avait monté un gamin du faubourg, le petit "crolé".
Tout jeune, l'enfant avait trouvé dans le bois une petite bête perdue sur un tronc d'arbre. Elle tremblait… elle avait peur… glacée, toute mouillée, elle regardait l'enfant pensant que sa dernière heure était arrivée.
Mais… bien au contraire, le petit gamin l'avait ramassée tout doucement. Il avait caressé ses grandes oreilles, sa belle queue pareille à un plumeau… Tout son petit corps fut vite réchauffé. Surtout que l'enfant l'avait mis dans sa veste. Sa tête dépassait… On voyait ses petits yeux canailles, son fin museau qui laissait passer un petit morceau de sa langue toute rose. Vous l'avez deviné, c'était un jeune renard… Et sur l'instant, c'était à la vie à la mort pour les deux amis ! Ils allaient jouer dans une baraque bien cachée dans un coin du bois, un endroit où personne ne mettait jamais les pieds.
L' "crolé" avait baptisé son petit camarade "Coupi", comme il était dit dans les fables de La Fontaine qu'il apprenait à l'école. Car le "crolé" allait à l'école de l'ermitage. C'était une grande école où les moines s'étaient installés, sur la montée du bois, bien avant l'existence de la ville d'Ath. Et Coupi suivait l'enfant dans la cour de l'école. Tous les enfants caressaient la fourrure de la gentille petite bête qui ne faisait jamais de mal à personne. Si Coupi s'embêtait, il allait dans les fermes. Il était attendu partout. C'était une tasse de lait par-ci, un bon morceau de fromage par-là. Dans les poulaillers, il donnait un coup de main aux poules pour ramener les poussins perdus. Il les poussait avec son fin museau sans jamais les mordre. Quelle brave petit animal il était… !
L' "crolé" l'avait dressé aussi pour donner l'alarme au bois lorsque le marquis venait en ville avec ses chevaux et ses chiens. C'était les jours de chasse. Alors Coupi courait comme un fou dans tout le bois. Et d'un coup, c'était le silence complet. Bêtes à plumes comme bêtes à poils étaient cachées. On n'entendait plus que le vent qui soufflait dans les feuilles des arbres.
De temps en temps, on voyait Coupi qui passait à toute vitesse défiant les chiens du marquis. Mais comme il connaissait les cachettes… il était impossible de le rattraper.
Pourtant, un jour il s'en est fallu de rien. Coupi n'avait eu que le choix de se jeter dans la chapelle du monastère. C'était la messe, et l' « crolé », enfant de chœur, servait le curé. On a vite fermé la porte et l'animal s'est assis entre deux moines qui disaient leurs prières. On lui a mis une aube sur le dos. Seules ses oreilles et son fin museau dépassaient du capuchon. Sur ce temps là, les gens du marquis enfoncèrent la porte… Mais ils n'ont pas trouvé Coupi.
On a recommencé l'histoire deux, trois fois, mais pour finir, comme on se doutait de quelque chose, un grand malin s'est caché derrière une statue de saint Antoine pour espionner l'affaire. De fait, Coupi est revenu avec les chasseurs à sa poursuite. Se mettant sur ses pattes arrière, on lui a remis son aube de moine et il est resté sans bouger.
Tendant son arc, le tireur l'avait bien en vue pour le viser. La flèche a sifflé avant de traverser le corps de la petite bête, puis, elle s'est brisée sur le pied de la chaire de vérité. Coupi était mort sur le coup. On aurait dit qu'il dormait.
Alors on a vu l' "crolé" ramasser tout doucement son petit camarade et ils sont allés droit devant eux, sur le chemin, face au soleil rouge qui se couchait entre les arbres. À mesure qu'ils avançaient, leur ombre grandissait… grandissait… ! Les moines éblouis n'ont su voir où ils étaient allés.
On dit que bien plus tard, on a retrouvé les deux amis dans la cabane de leur enfance. Coupi dans les bras du "crolé"… tête contre tête… L' "crolé" était venu là pour mourir de chagrin.
Pour se souvenir de cette belle histoire, on dit que les gens de Lorette vont faire revenir Coupi avec son aube de moine tel qu'il était quand il avait le seigneur d'Ath à ses trousses.
Le seigneur, on n'en parle plus… Mais Coupi sortira à toutes les ducasses pour rappeler aux enfants, et même aux adultes, la bonté des animaux, et qu'il ne faut jamais leur faire du mal.
→ La légende en dialecte local est disponible sur le site web des Amis de Lorette (voir Liens externes en fin de page)